# La búsqueda en sueños de la ignota Kadath
La búsqueda en sueños de la ignota Kadath (en el original en inglés The Dream-Quest of Unknown Kadath) es una novela corta del escritor estadounidense H. P. Lovecraft.

## Contenido
Iniciada probablemente en el otoño de 1926, el borrador se completó el 22 de enero de 1927, permaneciendo sin revisar e inédito en vida. Es la historia más larga que conforma su ciclo onírico así como la obra más extensa de Lovecraft en la que aparece su protagonista, Randolph Carter. Junto con su novela de 1927, El caso de Charles Dexter Ward, puede considerarse uno de los logros significativos de ese período de la producción literaria de Lovecraft. La búsqueda en sueños combina elementos de horror y fantasía en una historia épica que ilustra el alcance y la maravilla de la capacidad de la humanidad para soñar.
La historia fue publicada póstumamente por Arkham House en 1943. Actualmente es publicada en inglés por Ballantine Books en una antología que también incluye La llave de plata y A través de las puertas de la llave de plata. La versión definitiva, con texto corregido de S. T. Joshi, es publicada por Arkham House en At the Mountains of Madness and Other Novels y por Penguin Classics en The Dreams in the Witch-House and Other Weird Stories.